# Football Club des Girondins de Bordeaux 2022-2023 (femminile)
Questa voce raccoglie le informazioni riguardanti la squadra femminile del Football Club des Girondins de Bordeaux nelle competizioni ufficiali della stagione 2022-2023.

## Divise e sponsor
La tenuta di gioco è la stessa indossata dalla squadra maschile del Bordeaux. Lo sponsor tecnico per la stagione 2022-2023 è Adidas mentre lo sponsor ufficiale è Keolis Bordeaux Métropole. La prima tenuta è blu a tinta unita tranne per il colletto bianco, gli inserti bianchi su maglia e calzettoni e una V bianca sul petto.
| Casa | Trasferta |

## Organigramma societario
Area tecnica
- Allenatore: Patrice Lair
- Vice allenatore:
- Preparatore dei portieri:
- Preparatore atletico:
- Medico sociale:
- Fisioterapista:
- Coordinatore:

## Rosa
Rosa, ruoli e numeri di maglia come da sito ufficiale e footofeminin.fr, aggiornati all'11 gennaio 2023.
| N. |                        | Ruolo | Calciatrice             |
| -- | ---------------------- | ----- | ----------------------- |
| 1  | Francia (bandiera)     | P     | Mylène Chavas           |
| 3  | Francia (bandiera)     | D     | Julie Thibaud           |
| 4  | Francia (bandiera)     | D     | Océane Daniel           |
| 5  | Francia (bandiera)     | D     | Marion Haelewyn         |
| 6  | Francia (bandiera)     | C     | Ella Palis              |
| 7  | Costa Rica (bandiera)  | A     | Melissa Herrera         |
| 8  | Paesi Bassi (bandiera) | C     | Sisca Folkertsma        |
| 9  | Portogallo (bandiera)  | A     | Mélissa Gomes           |
| 10 | Francia (bandiera)     | A     | Maëlle Garbino          |
| 12 | Francia (bandiera)     | A     | Mickaëlla Cardia        |
| 13 | Portogallo (bandiera)  | A     | Serena Pinto de Queiros |
| 14 | Francia (bandiera)     | C     | Maëlle Seguin           |

| N. |                       | Ruolo | Calciatrice         |
| -- | --------------------- | ----- | ------------------- |
| 15 | Francia (bandiera)    | C     | Marie Dehri         |
| 16 | Francia (bandiera)    | P     | Justine Lerond      |
| 17 | Francia (bandiera)    | D     | Delphine Chatelin   |
| 18 | Francia (bandiera)    | D     | Amandine Herbert    |
| 19 | Montenegro (bandiera) | A     | Jelena Karličić     |
| 20 | Marocco (bandiera)    | C     | Ambre Basser Drunet |
| 21 | Francia (bandiera)    | D     | Lou Autin           |
| 23 | Francia (bandiera)    | D     | Andréa Lardez       |
| 25 | Francia (bandiera)    | C     | Hillary Diaz        |
| 26 | Francia (bandiera)    | D     | Fiona Liaigre       |
| 29 | Francia (bandiera)    | C     | Julie Dufour        |
| 30 | Francia (bandiera)    | P     | Romane Bruneau      |

## Calciomercato

### Sessione estiva
| Acquisti | Acquisti       | Acquisti                   | Acquisti                  |
| R.       | Nome           | da                         | Modalità                  |
| -------- | -------------- | -------------------------- | ------------------------- |
| P        | Justine Lerond | Metz                       | definitivo                |
| D        | Lou Autin      | Bordeaux [Primavera B (F)] | aggregata dalle giovanili |
| D        | Océane Daniel  | Issy                       | definitivo                |

| Cessioni | Cessioni           | Cessioni            | Cessioni   |
| R.       | Nome               | a                   | Modalità   |
| -------- | ------------------ | ------------------- | ---------- |
| P        | Romane Bruneau     | Tolosa              | definitivo |
| P        | Laëtitia Philippe  | Le Havre            | definitivo |
| D        | Marine Perea       | Guingamp            | definitivo |
| D        | Ève Périsset       | Chelsea             | definitivo |
| D        | Tainara            | Bayern Monaco       | definitivo |
| C        | Charlotte Bilbault | Montpellier         | definitivo |
| C        | Inès Jaurena       | Olympique Lione     | definitivo |
| C        | Claire Lavogez     | Kansas City Current | definitivo |
| A        | Katja Snoeijs      | Everton             | definitivo |

### Sessione invernale
| Acquisti | Acquisti         | Acquisti    | Acquisti   |
| R.       | Nome             | da          | Modalità   |
| -------- | ---------------- | ----------- | ---------- |
| A        | Shameeka Fishley | Ferencváros | definitivo |

| Cessioni | Cessioni | Cessioni  | Cessioni   |
| R.       | Nome     | a         | Modalità   |
| -------- | -------- | --------- | ---------- |
| A        | Amanda   | Palmeiras | svincolata |

## Risultati

### Division 1

#### Girone di andata
| Arbitro: | Laur |

|                                       |           |                |
| Garbino 13’, 44’ Cardia 23’ Gomes 53’ | Marcatori | 3’, 65’ Elisor |

| Arbitro: | Elbour |

|              |           |             |
| Declercq 39’ | Marcatori | 69’ Garbino |

| Arbitro: | Efe |

|  |           |           |
|  | Marcatori | 35’ Louis |

| Montpellier 30 settembre 2022, ore 14:30 CEST 4ª giornata | Montpellier | 0 – 0 referto | Bordeaux | Stadio Bernard Gasset 7 - Mama Ouattara (395 spett.)\| Arbitro: \| Benmahammed \| |
| Arbitro:                                                  | Benmahammed |               |          |                                                                                   |

| Arbitro: | Gonçalves |

|                   |           |                                |
| Malard 10’ (aut.) | Marcatori | 5’ Horan 14’ Renard 44’ Malard |

| Arbitro: | Benmahammed |

|                            |           |            |
| Cardia 6’ Garbino 17’, 34’ | Marcatori | 15’ Mansuy |

| Arbitro: | Collin |

|            |           |           |
| Thiney 81’ | Marcatori | 61’ Gomes |

| Arbitro: | Gonçalves |

|  |           |                                           |
|  | Marcatori | 45’ Diani 58’ Baltimore 71’ Jean-François |

| Arbitro: | Efe |

|  |           |             |
|  | Marcatori | 51’ Garbino |

| Arbitro: | Collin |

|                                   |           |                   |
| Thibaud 21’ Garbino 26’ Gomes 59’ | Marcatori | 75’ (aut.) Lardez |

| Arbitro: | Beyer |

|                                |           |  |
| B. Louis 22’ Dafeur 78’ (rig.) | Marcatori |  |

#### Girone di ritorno
| Arbitro: | Beyer |

|                       |           |  |
| Garbino 2’ Seguin 55’ | Marcatori |  |

| Arbitro: | Efe |

|                                                                       |           |                    |
| Meyong 33’, 53’ Ouchene 79’ Corboz 90+1’, 90+5’ (rig.) Dumornay 90+3’ | Marcatori | 51’ (aut.) Demehin |

| Arbitro: | Collin |

|  |           |                               |
|  | Marcatori | 26’ Boureille 48’ Škorvánková |

| Arbitro: | Beyer |

|                                   |           |  |
| Marozsán 37’, 90+4’ Le Sommer 77’ | Marcatori |  |

| Arbitro: | Daupeux |

|                          |           |  |
| A. Traoré 29’ Renard 89’ | Marcatori |  |

| Le Bouscat 25 marzo 2023, ore 13:45 CET 17ª giornata | Bordeaux | 0 – 0 referto | Paris FC | Stade Sainte-Germain - Jacques-Chatenet (863 spett.)\| Arbitro: \| Laur \| |
| Arbitro:                                             | Laur     |               |          |                                                                            |

| Arbitro: | Beyer |

|               |           |  |
| M. Traoré 55’ | Marcatori |  |

| Arbitro: | Daupeux |

|                                  |           |  |
| Garbino 30’ Gomes 41’ Dufour 43’ | Marcatori |  |

| Arbitro: | Gonçalves |

|             |           |             |
| Saunier 54’ | Marcatori | 47’ Fishley |

| Arbitro: | Efe |

|             |           |            |
| Garbino 82’ | Marcatori | 76’ Dafeur |

| Arbitro: | Benmahammed |

|                           |           |                                        |
| Elisor 18’ Ali Nadjim 79’ | Marcatori | 17’ Palis 22’, 68’ Garbino 39’ Ateluce |

### Coppa di Francia
| Arbitro: | Laur |

|                                               |           |              |
| Gomes 39’ (rig.), 47’ Garbino 88’ Queirós 90’ | Marcatori | 79’ Bourgoin |

| Arbitro: | Gonçalves |

|                           |           |  |
| Gomes 67’, 73’ Dufour 70’ | Marcatori |  |

| Arbitro: | Gonçalves |

|                                       |                      |                                          |
| Lardez Dufour Chatelin Cardia Garbino | Tiri di rigore 4 – 5 | Diani Baltimore Lawrence Geyoro Bachmann |

## Statistiche

### Statistiche di squadra
| Competizione     | Punti | In casa | In casa | In casa | In casa | In casa | In casa | In trasferta | In trasferta | In trasferta | In trasferta | In trasferta | In trasferta | Totale | Totale | Totale | Totale | Totale | Totale | DR |
| Competizione     | Punti | G       | V       | N       | P       | Gf      | Gs      | G            | V            | N            | P            | Gf           | Gs           | G      | V      | N      | P      | Gf     | Gs     | DR |
| ---------------- | ----- | ------- | ------- | ------- | ------- | ------- | ------- | ------------ | ------------ | ------------ | ------------ | ------------ | ------------ | ------ | ------ | ------ | ------ | ------ | ------ | -- |
| Division 1       | 27    | 11      | 5       | 2       | 4       | 17      | 14      | 11           | 2            | 4            | 5            | 9            | 19           | 22     | 7      | 6      | 9      | 26     | 33     | -7 |
| Coppa di Francia | -     | 3       | 2       | 1       | 0       | 7       | 1       | -            | -            | -            | -            | -            | -            | 3      | 2      | 1      | 0      | 7      | 1      | +6 |
| Totale           | -     | 14      | 7       | 3       | 4       | 24      | 15      | 11           | 2            | 4            | 5            | 9            | 19           | 25     | 9      | 7      | 9      | 33     | 34     | -1 |

### Andamento in campionato
| Giornata  | 1 | 2 | 3 | 4 | 5 | 6 | 7 | 8 | 9 | 10 | 11 | 12 | 13 | 14 | 15 | 16 | 17 | 18 | 19 | 20 | 21 | 22 |
| --------- | - | - | - | - | - | - | - | - | - | -- | -- | -- | -- | -- | -- | -- | -- | -- | -- | -- | -- | -- |
| Luogo     | C | T | C | T | C | C | T | C | T | C  | T  | C  | T  | C  | T  | T  | C  | T  | C  | T  | C  | T  |
| Risultato | V | N | P | N | P | V | N | P | V | V  | P  | V  | P  | P  | P  | P  | N  | P  | V  | N  | N  | V  |
| Posizione | 4 | 6 | 5 | 7 | 8 | 6 | 7 | 8 | 7 | 6  | 7  | 6  | 7  | 7  | 7  | 8  | 8  | 8  | 8  | 8  | 7  | 7  |

Legenda:

Luogo: C = Casa; T = Trasferta. Risultato: V = Vittoria; N = Pareggio; P = Sconfitta.

### Statistiche delle giocatrici
| Giocatore    | Division 1 | Division 1 | Division 1  | Division 1 | Coppa di Francia | Coppa di Francia | Coppa di Francia | Coppa di Francia | Totale   | Totale | Totale      | Totale     |
| Giocatore    | Presenze   | Reti       | Ammonizioni | Espulsioni | Presenze         | Reti             | Ammonizioni      | Espulsioni       | Presenze | Reti   | Ammonizioni | Espulsioni |
| ------------ | ---------- | ---------- | ----------- | ---------- | ---------------- | ---------------- | ---------------- | ---------------- | -------- | ------ | ----------- | ---------- |
| L. Autin     | 2          | 0          | 0           | 0          | 1                | 0                | 0                | 0                | 3        | 0      | 0           | 0          |
| M. Garbino   | 21         | 12         | 1           | 0          | 2                | 1                | 0                | 0                | 23       | 13     | 1           | 0          |
| A. Gutierres | 10         | 0          | 1           | 0          | -                | -                | -                | -                | 10       | 0      | 1           | 0          |